# K. Thothathri
K. Thothathri  ( * 1929 -) es un botánico indio.
Obtuvo su M.S. en Botánica de la Universidad de Madrás, en 1955, recibiendo además la "Medalla de Oro Prof. Pulney Andi". En 1958 trabaja para el "Botanical Survey of India", y en la actualidad es su Director. Se ha especializado en leguminosas de la India; publicando 60 artículos científicos de revisión, taxonomía, etc. 
Ha expedicionado botánicamente a Andaman y a las islas Nicobar, siendo un experto en la flora y fitogeografía de esas islas. Entre 1967 y 1968 visitó numerosos herbarios y jardines botánicos de URSS. 
En 1978 participa de las Conferencias Internacionales de Leguminosas en Kew Gardens, R.U.; y visita el Missouri Botanical Garden, de St. Louis, EE. UU. en 1986. 
Ha publicado más de 125 artículos originales, y tres libros. Ha desarrollado Programas y Proyectos sobre la flora de la India en el "Botanical Survey of India". 
Es miembro de la Sociedad India de Botánica. 

## Algunas publicaciones
- Pramanik, A; K Thothathri. 1984. Nomenclatural notes on a few species of Campylotropis (Fabaceae). Taxon 33 (2): 316-319
- Bandyopadhyay, S, BD Sharma, K Thothathri. 2008. A new subspecies of Bauhinia ornata (Leguminosae) from India. Nordic Journal of Botany 12 (2): 223 - 224

### Libros
- 1984. Bibliography on the Botany of Eastern Himalayas. Ed. Botanical Survey of India. vi + 72 pp.
- Pal, DC; R Sen; K Thothathri. 1985. Selected Poisonous Plants from the Tribal Areas of India. Ed. Botanical Survey of India. 82 pp.
- 1987. Taxonomic Revision of the Tribe Dalbergieae in Indian Subcontinent. Ed. Botanical Survey of India. vi + 244 pp., tablas; figuras; mapas; índice.

- La abreviatura «Thoth.» se emplea para indicar a K. Thothathri como autoridad en la descripción y clasificación científica de los vegetales.[1]